# وهبرز
وَهبَرز وَه‌بَرز یا وَهُوبُرز ، پَرَتَرَکه یا فَرَتَرَکه پارس ، بین سالهای ۳۰۰ تا ?۲۹۲ پيش از زایش مسیح  که در بُن مایه های یونانی به اُبُرزُس نامدار است، یکی از حاکمان پارس بود و در نیمهٔ نخست سدهٔ دوم پیش از میلاد بر اساس گمانه زنی ها از ۳۰۰ تا ۲۹۵ یا ۲۹۰ پیش از میلاد فرمانروایی می‌کرده‌است. پادشاهی یا فرمانروایی وی با تلاش‌های وی برای تأسیس پارس به عنوان پادشاهی خودمختار از حاکمیت امپراتوری سلوکی آغاز شد. وی توانست بمدت سه دهه به‌طور مستقل از امپراتوری سلوکی پادشاهی کند و حاکمیت خود را به غرب نیز گسترش دهد و حتی ساتراپ سلوکی میشان را تصرف کند. در سال ۲۹۰ پیش از میلاد، سلوکیان نیروهای وهبرز را از میشان عقب رانده و وی را وادار کردند تا دوباره به امپراتوری سلوکی بپیوندد. او جانشین اردشیر یکم بود. 

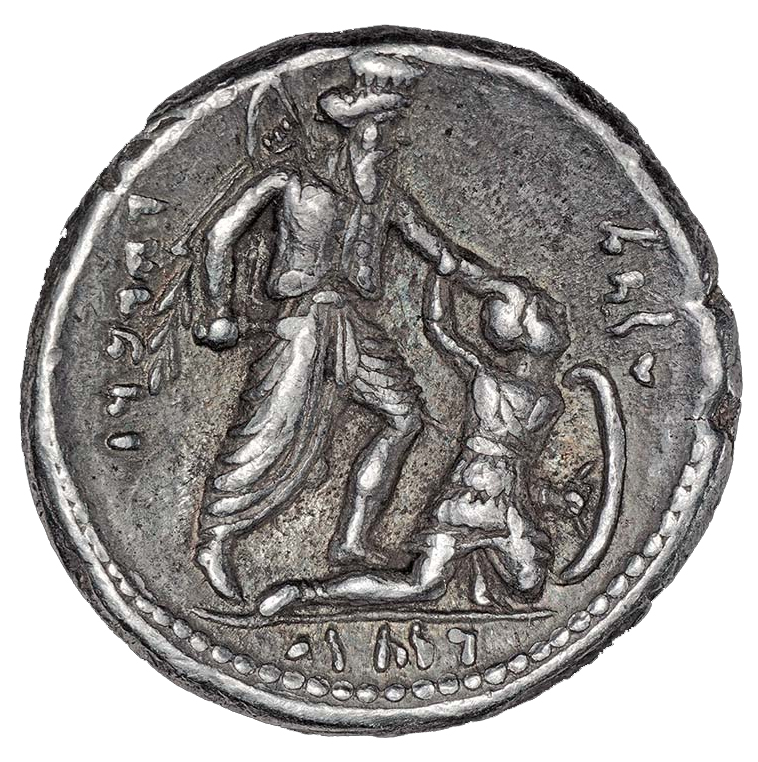
دراخمای وهبرز، فرتور وهبرز پوشیده به پوشش پادشاه هخامنشی در حال کشتن کمانداری زرهپوش که احتمالاً یونانی یا مقدونی است.

## پیش زمینه
از اواخر قرن ۳ پیش از میلاد ساتراپ پارس توسط فرترکه‌های تابع امپراتوری سلوکی اداره می‌شد.  آنها از لقب پارسی فرترکه ("رهبر، فرماندار، پیشرو")، که دوره هخامنشی هم مرسوم بود استفاده می‌کردند. 

## دوران حکمرانی
عموما وهبرز را همان اوبرزوس (Oborzos) درنظر می‌گیرند که در نوشته‌های پولیانوس (Polyaenus)، نویسنده مقدونی معاصر وهبرز، از او یاد شده‌است. پولیانوس وهبرز را فرمانده ۳۰۰۰ جنگاور یونانی (مستعمره نشین نظامی) (katoikoi) دانسته که در محلی بنام کوماستوس (Komastos) بدستور وهبرز کشته شدند؛ چون گمان می‌رفته که در حال سازماندهی شورشی بر ضد او هستند . این را بعنوان نخستین تلاش فرترکه‌ها برای جدا شدن از حاکمیت سلوکی در نظر می‌گیرند. در بزرگداشت کشتار سپاهیان یونانی، سکه‌هایی ضرب شد که وهبرز را با تن پوشی هخامنشی درحال از بین بردن دشمنی یونانی یا مقدونی تصویر نموده است. پشت سکه با خط آرامی نوشته شده‌است "وهبرز پیروز باشد، او که فرمانده است karanos (κἀρανος)". این رویداد به احتمال زیاد بین سالهای ۲۹۵ تا ۲۹۰ پیش از میلاد رُخ داده که بطور اشتباه با تاریخ جنگ ترموپیل و شکست سلوکی‌ها از رومیان در ترموپیل (سال ۱۹۱ پیش از میلاد) شکست خورده بودند.
اشتباه گرفته شده است. قبل از شکست از رومیان، امپراتوری سلوکی به پادشاهی آنتیوخوس سوم، لشکرکشی‌های فراوانی برای گسترش در خاور و باختر نمود که در همگی پیروز بود و وهبرز ضعفی در سلوکیان پیدا نمی‌کرد تا قیام کند .